# فیلیپ دولوریه
فیلیپ دولوریه (فرانسوی: Philippe Delaurier‎؛ زادهٔ ۱۲ دسامبر ۱۹۶۰) دوچرخه‌سوار اهل فرانسه است.